# Tripseuxoa petrowsky
Tripseuxoa petrowsky là một loài bướm đêm trong họ Noctuidae.